# Denis Law
Denis Law (født 24. februar 1940 i Aberdeen, død 17. januar 2025 smst.) var en skotsk professionel fodboldspiller, der havde en lang og succesfuld karriere som angriber i perioden fra 1956-1974.
Denis Law begyndte karrieren som professionel fodboldspiller i 1956 i den engelske andendivisionsklub Huddersfield Town. Efter fire år i Huddersfield skiftede Law til Manchester City for et dengang rekordstort beløb på £55.000. Law spillede i Manchester City i et år inden Torino købte ham for £110.000, hvilket var en dengang rekordstor transferbeløb mellem en engelsk og en italiensk klub. Selvom han spillede med succes i Italien, havde han vanskeligt ved at finde sig til rette der, og han skiftede herefter i 1962 tilbage til England, hvor han skrev kontrakt med Manchester United for endnu en rekordstor transfersum, denne gang £115.000.
Dennis Law spillede herefter i 11 år for Manchester United, hvor han scorede 237 mål i 409 kampe. Han fik tilnavnet "The King" og "The Lawman" blandt tilhængerne. Han er den eneste skotte, der er tildelt titlen som Årets spiller i Europa, en titel han opnåede i 1964. Han vandt det engelske mesterskab med Manchester United i 1965 og 1967. Dennis Law forlod Manchester United i 1973 og vendte tilbage til Manchester City for en enkelt sæson, hvorefter han repræsenterede Skotland ved VM i fodbold 1974. Law spillede 55 landskampe for Skotland, og er med 30 mål sammen med Kenny Dalglish den mest scorende skotske landsholdsspiller. Dalglish skulle dog bruge 102 kampe for at nå de 30 mål. Denis Law er den tredjemest scorende spiller gennem tiderne i Manchester United, kun overgået af Wayne Rooney og Bobby Charlton. Law er den spiller i Manchester United, der har scoret flest mål på en enkelt sæson, 46 mål.
I 2004 blev han indlemmet i Scottish Football Hall of Fame.